# Wondverzorging
Bij wondverzorging wordt geprobeerd een optimale toestand te verkrijgen, waardoor een wond zo snel mogelijk geneest. Wonden beginnen altijd als een acute wond. De meeste genezen vanzelf, maar er kunnen factoren zijn die de genezing belemmeren. Daardoor kunnen wonden chronisch worden.

## Behandeling acute verwondingen
- Stelpen van bloeding (afdrukken, eventueel manueel dichtschroeien of hechten)
- Verwijderen van lichaamsvreemd materiaal (met een pincet of spoelen met water)
- Dood weefsel verwijderen (want dat vormt een voedingsbodem voor bacteriën)
- Bij schone steek-, snij- of scheurletsels kunnen soms wondranden aan elkaar gehecht worden. Doel is om het wondoppervlak te verkleinen (snellere genezing), en een netter of kleiner litteken te verkrijgen.

## Belemmerende factoren in wondgenezing
Sommige wonden blijken moeilijk dicht te gaan of weinig genezingstendens te vertonen. Dit kan komen door:
- Een slechte aan- of afvoer van bloed en voedingsstoffen
  - arteriële insufficiëntie
  - hypertensie
  - atherosclerose
  - veneuze insufficiëntie
  - lymfoedeem
- Door slechte voedingstoestand van de patiënt
- Door diabetes mellitus
- Door een ontstekingsproces ter plaatse
  - Steriel: bijvoorbeeld vasculitis of pyoderma gangraenosum.
  - Niet-steriel: infectie met bacteriën of andere micro-organismen.
- Een enkele keer blijkt een niet genezende wond veroorzaakt door huidkanker.

Om chronische wonden te laten genezen moeten al deze factoren in het oog gehouden worden. Bij beenwonden zal bijna altijd ambulante compressietherapie (zwachtelen) uitgevoerd worden.

## Wondbeleid bij chronische wonden
Het streven is naar een rode (gezond granulatieweefsel) wondbodem met de juiste vochtigheidsgraad (niet te droog en niet te nat) .

### Necrose verwijderen
Een zwarte wondbodem wijst op de aanwezigheid van dood weefsel. Dit zou verwijderd moeten worden.
Dit kan mechanisch (curette of met pincet en mes) genoemd een nectrotomie (alleen bij onderliggende infectie), bij droog necrose wordt dit niet verwijderd omdat de huid het dode stuk zelf zal afstoten. Ook door het wondverband goed te kiezen kan het verdwijnen van dood weefsel bespoedigd worden, mn alginaten zijn aangewezen (zie onder: typen wondverband). Wondbeslag oplossende enzymen (collagenase) blijken geen nut te hebben. Recent worden ook maden (dus de larven van insecten) ingezet om necrose te verwijderen (madentherapie) en Aquacel ag+ (zilver)

### Infectie
Toenemende pijn, afwijkende geur, geel of groen beslag, pus in de wond of ontstekingsverschijnselen (roodheid, zwelling, warmte, pijn) kunnen wijzen op een infectie. Tevens treedt er functieverlies op van het aangetaste gebied.
Dit kan tegengegaan worden door
- lokale antiseptica (bijvoorbeeld medicinale honing(zalf), povidonjoodgazen, eusol-compressen). Wel steeds reinigen voor het gebruik van antiseptica zodat het aantal micro-organismen afnemen en organisch materiaal verwijderd wordt. Reinigen kan met fysiologische oplossing, een wondreiniger of stromend water. De werking van antiseptica kan verhinderd worden door organisch materiaal.
- lokale antibiotica: fusidinezuur, tetracyclinezalf, mupirocinezalf, zilversulfadiazinezalf

Risico op resistentie, allergie.
- systemische antibiotica: per oraal, via inspuiting of IV verdient de voorkeur op lokale behandeling.

### Juiste vochtigheid
Zorgen voor een optimale vochtigheid voor wondgenezing (niet te nat of te droog). Ook hier kan de keuze van het type wondverband helpen. Een schuimverband absorbeert meer en zorgt voor een drogere wond. Een (tevoren bevochtigd) hydrofiber zorgt voor een meer vochtig milieu.

### Pijn
Pijn kan veroorzaakt worden door de wond zelf of door een bijkomende infectie. Er zijn wondverbanden die pijnstilling (bv. ibuprofen) afgeven aan de wond.

### Zwachtelen
Een van de redenen waarom wonden aan de benen slechter genezen, is de verhoogde veneuze druk aan de benen. Zwachtelen (ambulante compressietherapie) van de benen heeft vrijwel altijd een bevorderend effect op de wondgenezing. Dit dient te gebeuren met een korte rekwindel. Gebruik twee windels, eentje aanzetten naar rechts, de volgende aanzetten naar links.

## Typen wondverband
Van sommige wondverbanden wordt geclaimd dat ze invloed te hebben op het wondmilieu. In hoeverre de wondgenezing hierdoor ook daadwerkelijk versneld wordt is vaak niet onderzocht.
- Alginaten bevatten zeewier en zouden gunstig zijn in een wond met veel wondbeslag.
- Zilververbanden bevatten colloïdaal zilver, wat bacteriegroei zou remmen, dus gunstig in een geïnfecteerde wond.
- Hydrofiber en schuimverbanden zijn meer absorberende verbanden, dus voor wonden die veel vocht produceren. Sommige bevatten ook nog koolstof, om ook geur te absorberen.
- Gazen zorgen dat het wondverband niet te veel aan de wondbodem verkleeft. Hier zijn
  - Vet gaas
  - Antibacteriële gazen: fusidinezuur of povidonjood
  - Siliconen gaas: verkleeft nog minder aan de wondbodem

## Speciale behandelingen
Bij moeilijk genezende wonden kunnen speciale behandelingen worden toegepast:
- Chirurgische sluiting: meestal wordt dan een transplantatie van huid verricht. Hierbij wordt een stuk huid van elders in de wond wordt gelegd. Dit kan de volledige dikte huid zijn (vrij huidtransplantaat, VHT) of een 'split-skin graft' (soort afgeschaafde plak).
- Hyperbare zuurstoftherapie: de patiënt komt in een ruimte waar via een compressor overdruk in wordt gecreëerd, daarbij krijgt hij 100 % zuurstof in zeer grote hoeveelheid. Dit moet hij inademen. Vooral bij diabetische wonden en wonden door bestraling zijn de resultaten met hyperbare zuurstoftherapie bijzonder gunstig[bron?]
- Negatieve-druktherapie: een systeem waarbij door een pomp voortdurend lucht en vocht wordt weggezogen uit de wond.